# Anatinomma insularis
Anatinomma insularis là một loài bọ cánh cứng trong họ Cerambycidae.